# Microrregión de Alvorada d'Oeste
La Microrregión de Alvorada D'Oeste es una de las ocho microrregiones del estado de Rondonia, en Brasil. Forma parte de la Mesorregión del Este Rondoniense. Está formada por cuatro municipios.

## Municipios
- Alvorada d'Oeste
- Nueva Brasilândia d'Oeste
- São Miguel del Guaporé
- Seringueiras

- Datos: Q2154912